# Korytarzyk za Wronią
Korytarzyk za Wronią – niewielka jaskinia w Zadniej Wroniej Baszcie w Dolinie Kobylańskiej. Pod względem geograficznym jest to obszar Wyżyny Olkuskiej wchodzący w skład Wyżyny Krakowsko-Częstochowskiej, administracyjnie znajduje się w granicach wsi Karniowice, w gminie Zabierzów w powiecie krakowskim.

## Opis obiektu
Zadnia Wronia Baszta znajduje się w bocznym wąwozie będącym orograficznie lewym odgałęzieniem Doliny Kobylańskiej. Wąwóz ten biegnie we wschodnim kierunku do Karniowic. U podstawy Zadniej Wroniej Baszty znajduje się duży, widoczny z daleka otwór Schroniska na Kawcu. 2 metry po jego prawej stronie u podstawy skały jest niewielki otwór Korytarzyka za Wronią. Jest to niewielka nyża przechodząca w ciasną szczelinę, w głębi przechodzącą w kilka jeszcze ciaśniejszych. Jedna z nich łączy się ze Schroniskiem na Kawcu, co stwierdzono na podstawie połączenia głosowego
Jest to schronisko krasowe wytworzone w wapieniach górnej jury. Ma nacieki w postaci polew, mleka wapiennego i grzybków naciekowych. Namulisko złożone ze skalnego rumoszu i gleby. Schronisko jest ciemne i wilgotne. Na jego ścianach rosną glony i sinice, szczelinę zamieszkują gryzonie.

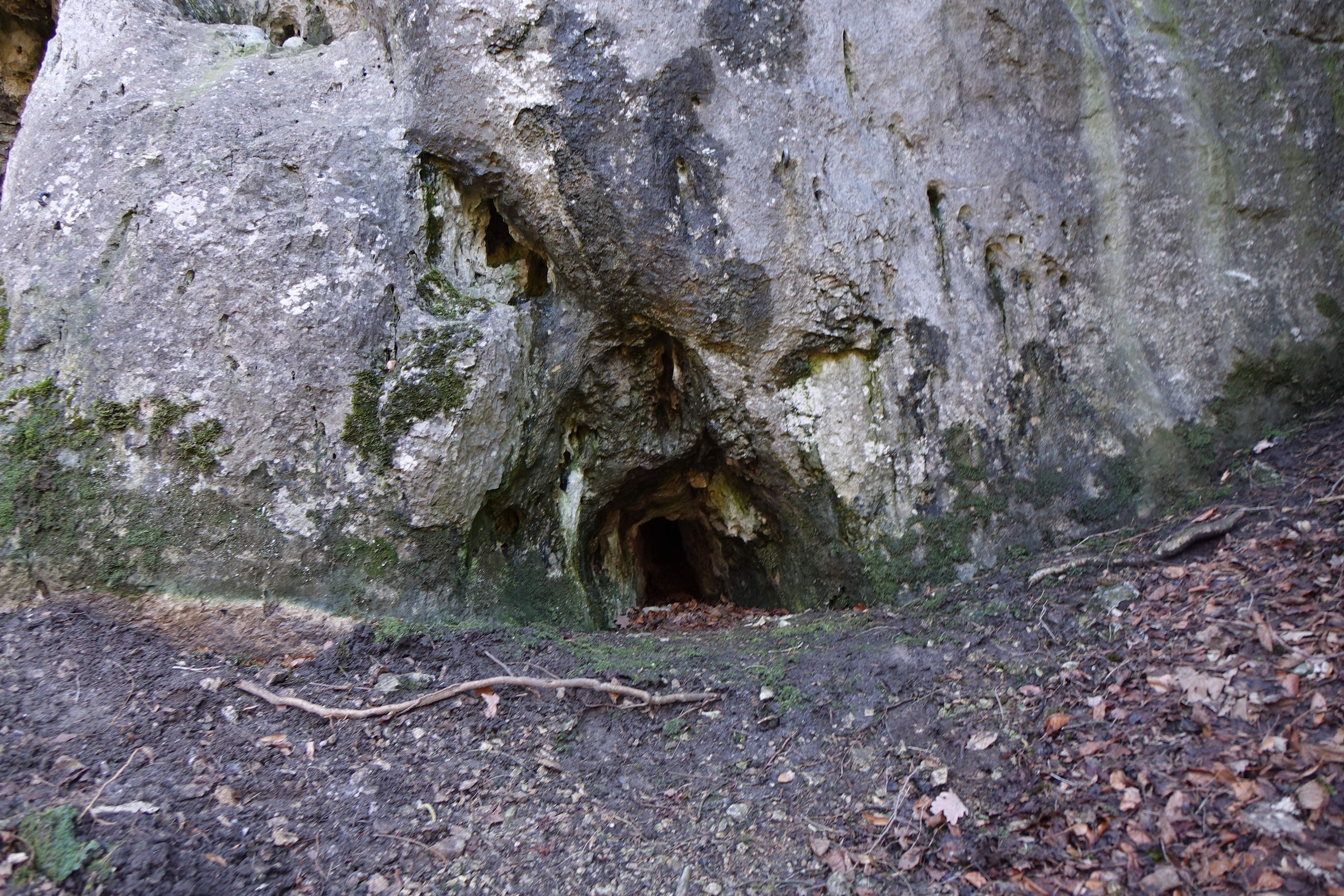
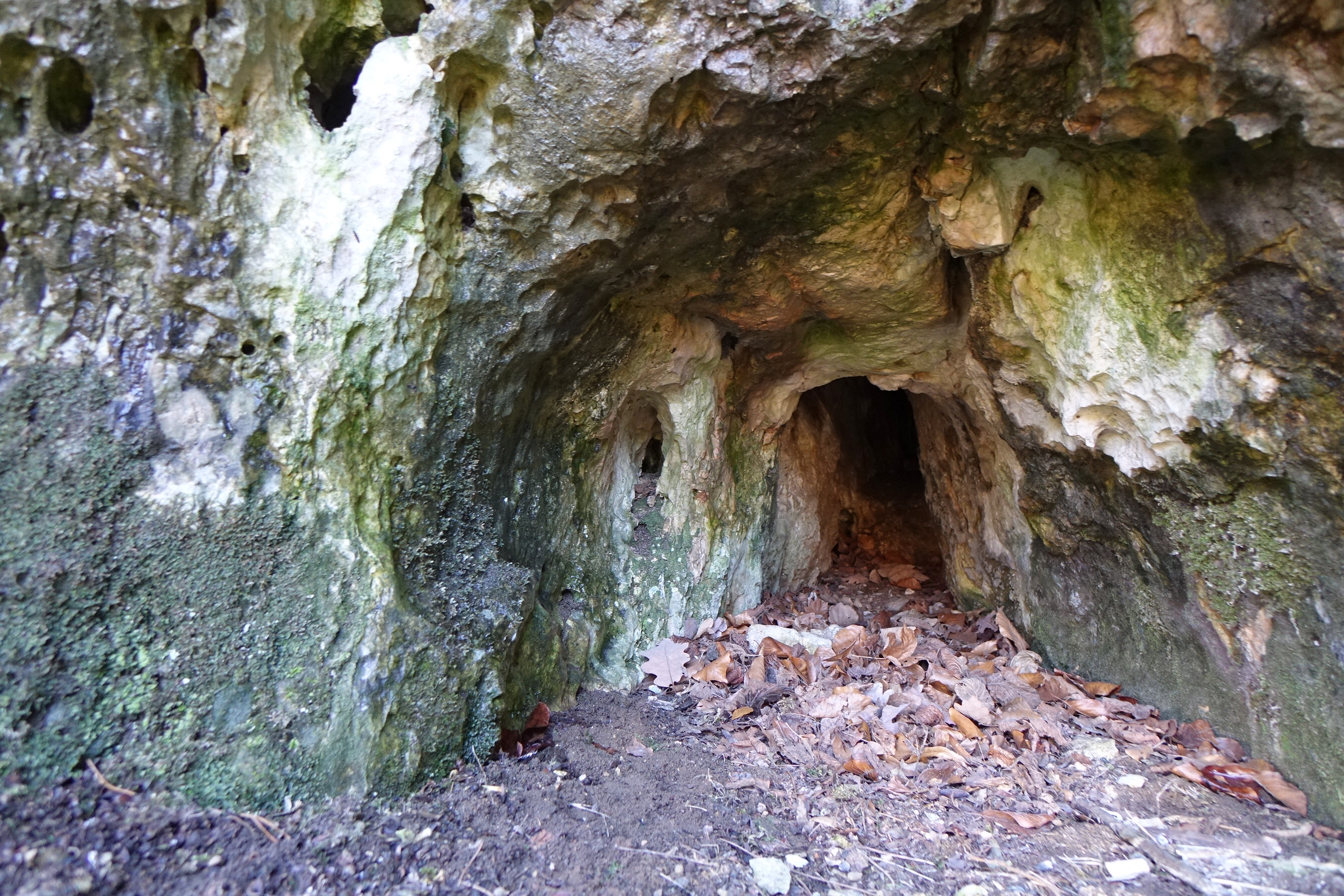